# علائم حیاتی (فیلم ۱۹۹۰)
علائم حیاتی (به انگلیسی: Vital Signs) فیلمی محصول سال ۱۹۹۰ و به کارگردانی ماریسا سیلور است. در این فیلم بازیگرانی همچون ادریان کیوان پاسدار، داین لین، ویلیام دیون، نورما آله‌آندرو، جیمی اسمیتس، لورا سن جاکومو، برادلی وایتفورد، لیزا جین پرسکی، والاس لانگهام و جیمز کارن ایفای نقش کرده‌اند.